# 이쿠마촌 (와카야마현)
이쿠마촌(生馬村)은 와카야마현 니시무로군에 설치되었던 촌이다. 현재의 가미톤다정에 해당한다.